# Villa Karo

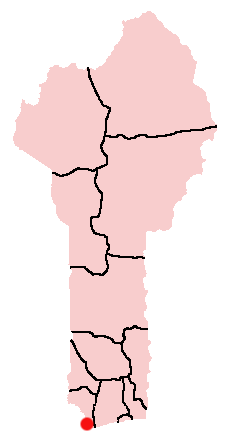
Emplacement de Grand-Popo sur la côte du Bénin, dans le golfe de Guinée.

La Villa Karo est un centre culturel et une résidence d'artistes finno-africain. Elle est située dans la petite ville côtier de Grand-Popo, au Bénin. Son principal objectif est de créer un pont entre les artistes et les acteurs culturels finlandais et africains. Son but est d'offrir aux artistes finlandais, chercheurs, enseignants et autres professionnels des domaines culturel et social, la possibilité de résider en Afrique. Il encourage et invite aussi les professionnels de la culture africains à se rendre en Finlande ,.
Les demandes de résidence sont réparties sur deux périodes par an. Les candidatures pour les résidences d’automne sont attendues pour le 15 mars et pour les résidences de printemps, le 15 septembre.

## Historique
Lorsque l'écrivain finlandais Juha Vakkuri s'est rendu dans la région dans les années 1990, il a eu l'idée de créer un centre culturel à Grand-Popo. Il a créé une organisation à but non lucratif pour promouvoir cette idée. Villa Karo tire son nom du nom du fils décédé de Juha Vakkuri, Karo .
Le bâtiment principal du centre est un vieil hôpital colonial de style afro-brésilien qui a été transformé. Il a été ouvert en 2000,,. Le site a été choisi parce que Grand-Popo, un village de pêcheurs tranquille, est propice à la création. Le Bénin est l'un des pays les plus stables et démocratiques du continent .

## Activités
Villa Karo met gratuitement à la disposition des habitants de Grand-popo et des visiteurs, les services culturels suivant :

### Musée Karo

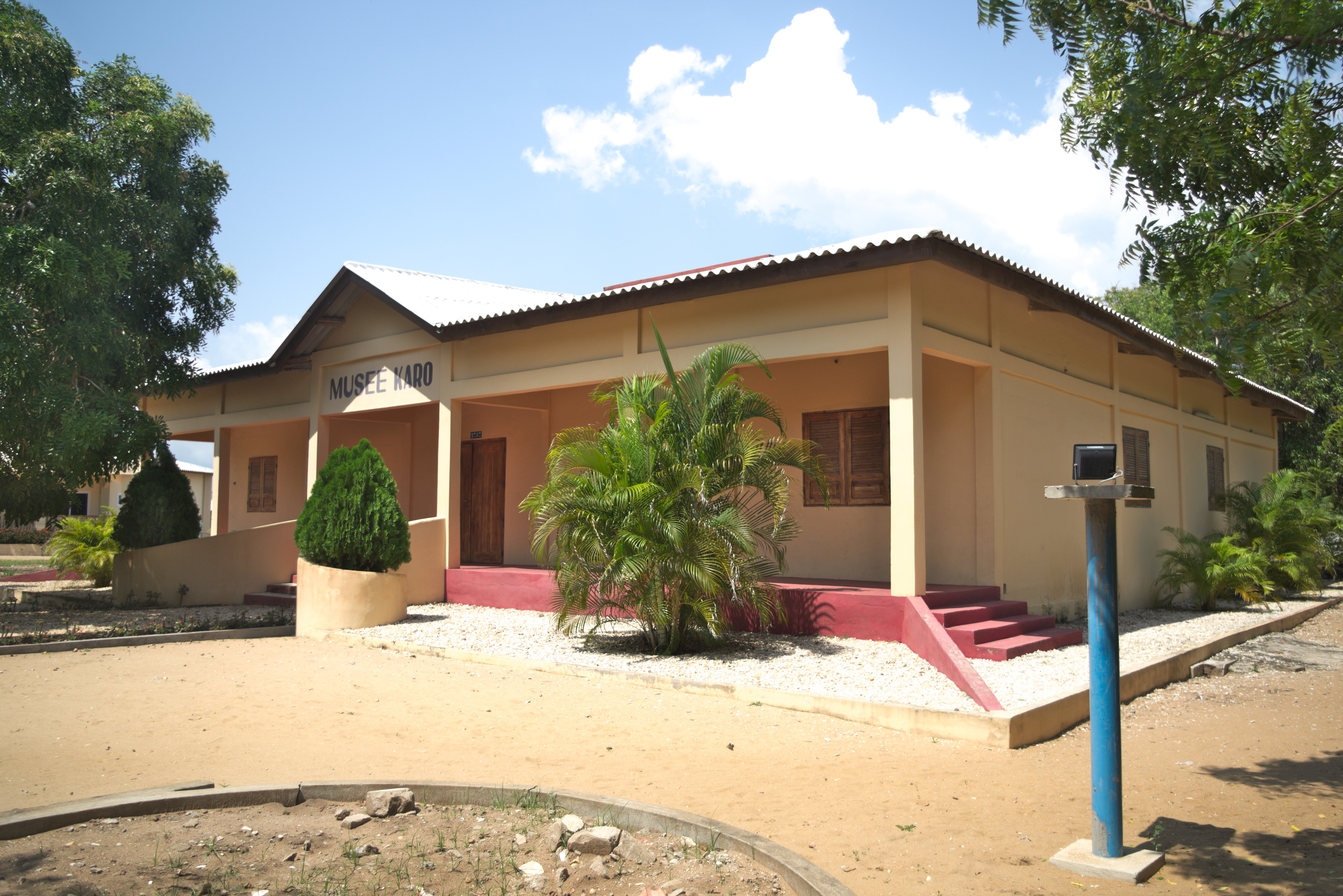
Musée Karo 2019

Un petit musée a été ouvert en 2001, où sont exposés des objets et œuvres liés à la culture ouest-africaine et à la religion animiste . La collection du musée reflète à la fois les influences de la culture européenne en Afrique, la compréhension des Européens de l’Afrique et les réflexions de la culture africaine en Europe.
Un nouveau musée, le musée Karo a été ouvert en 2015, dans l'ancienne banque du village.

### Centre communautaire
En 2003, un nouvel espace polyvalent, Lissa Gbassa, a été ouvert. Il sert d’espace pour des expositions, des réunions, mais fournit également une salle de cinéma extérieure et une scène de spectacles lors de concerts et de spectacles mensuels.

### Bibliothèque
Il existe une bibliothèque publique à la Villa Karo, qui comprend environ 3 000 volumes de littérature en finnois, français, anglais et suédois.

### Résidence d'artistes
Pour les chercheurs, le centre propose cinq salles qui sont à la fois des espaces de vie et de travail.
Environ 800 artistes et chercheurs culturels ont passé un séjour au centre . En outre, environ 2 000 finlandais de toutes catégories, d'étudiants à la présidente Tarja Halonen, se sont rendus à la Villa Karo depuis sa création,.
Le centre est financé par le ministère finlandais de l'éducation et de la culture, des sponsors privés et des donateurs ,. La Villa Karo compte des membres tels que l'Université Aalto, l'Académie Sibelius, l'Académie du théâtre d'Helsinki, l'Université Åbo Akademi, l'Université de Turku et Ornamo Art and Design Finland, la Société des compositeurs finlandais, la Société des auteurs suédois en Finlande et les dramaturges finlandais Guilde des scénaristes.

## Photos

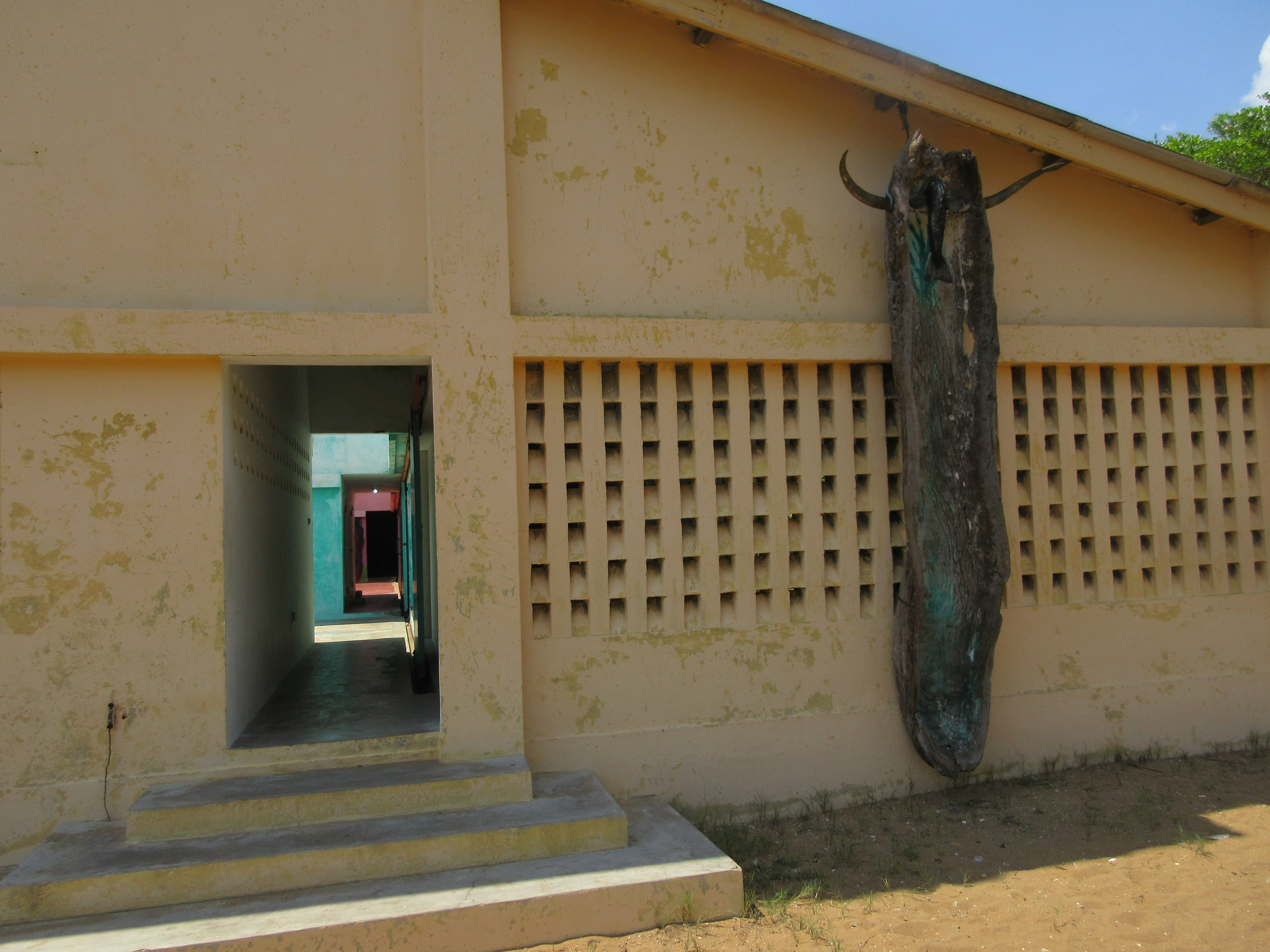
Entrée de la salle conférence villa Karo.
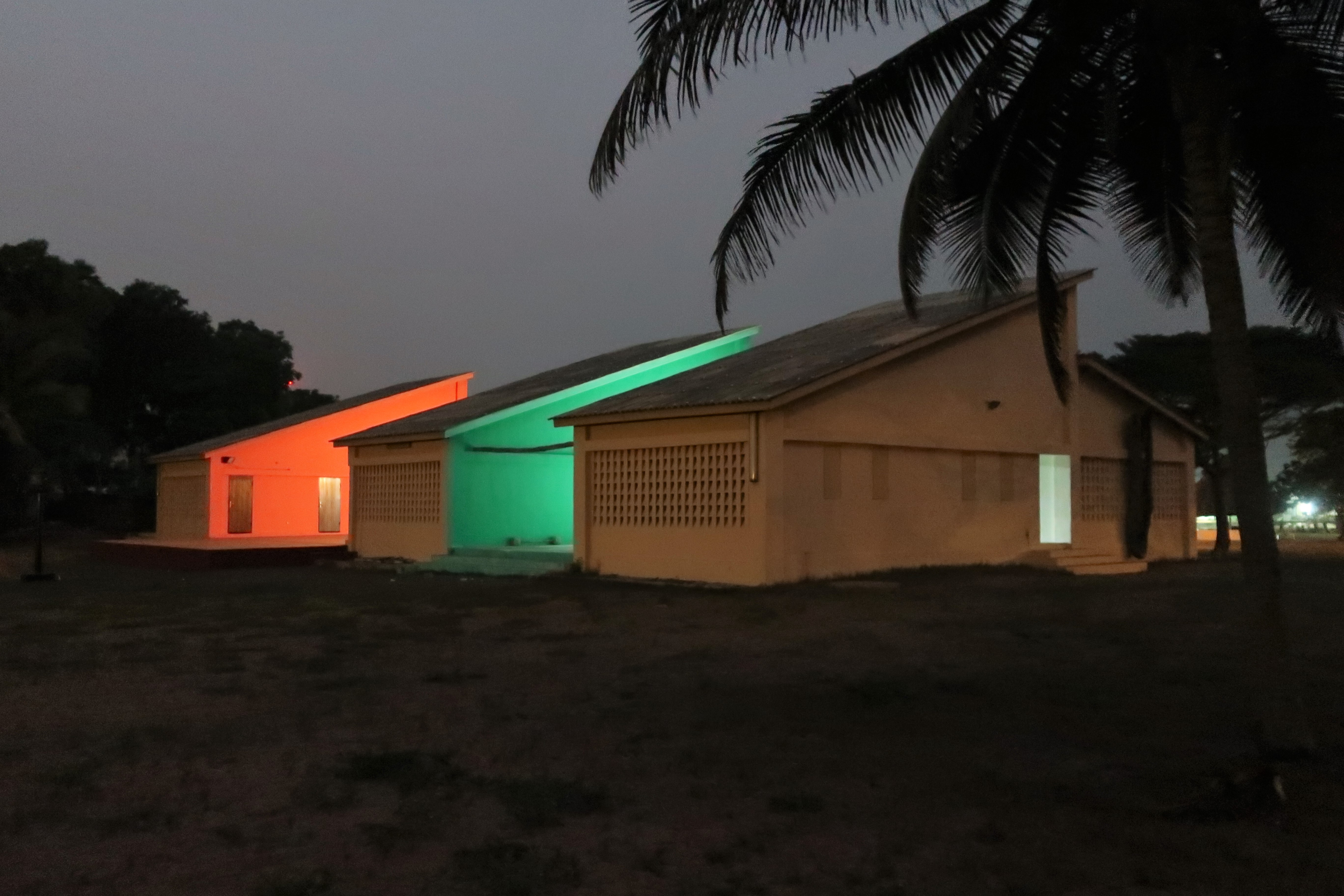
Vue de nuit du centre communautaire
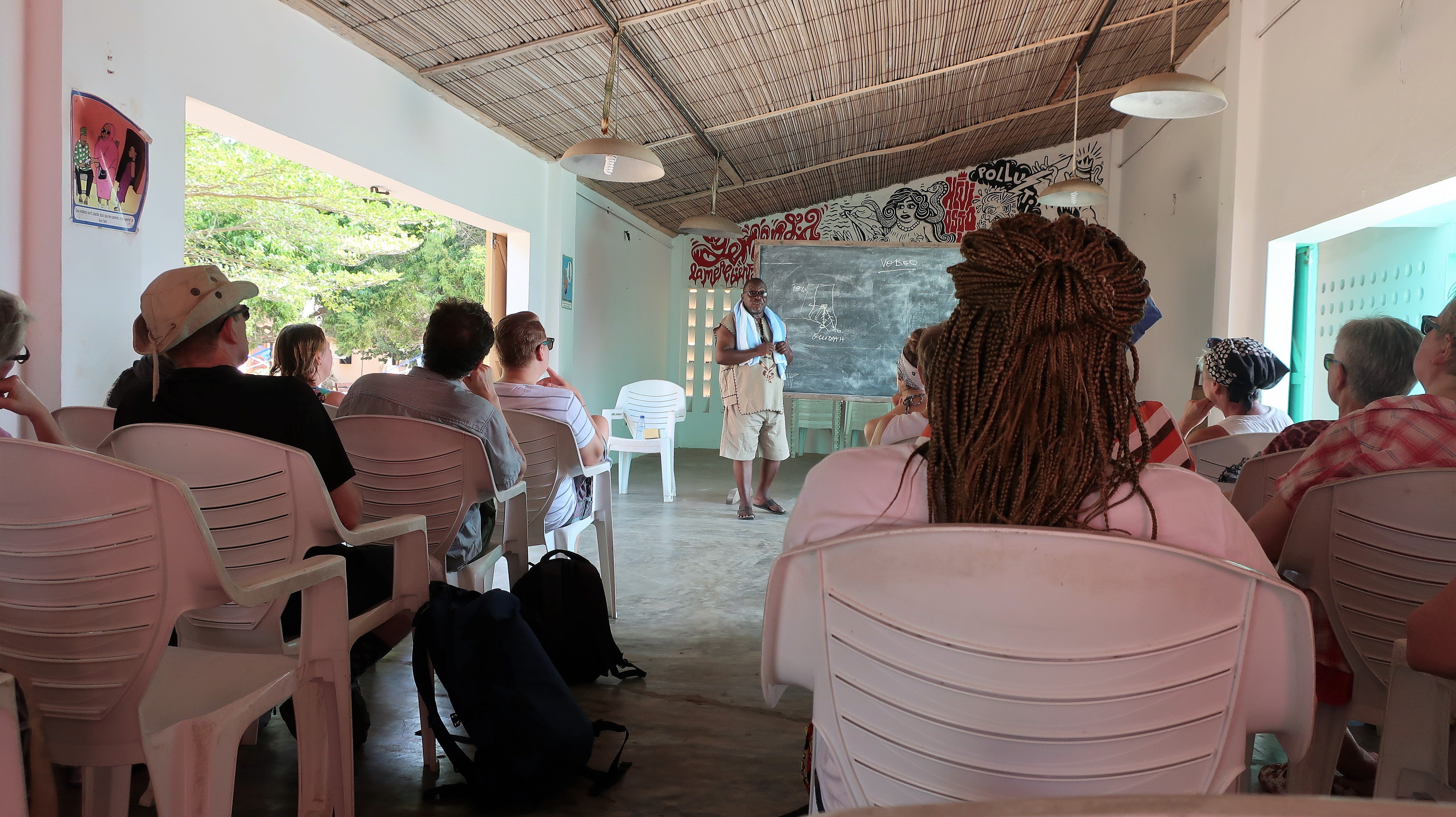
Le directeur de Villa Karo, M. Kwassi Akpladokou, donnant une conférence aux visiteurs.